# آرکوله
آرکوله (به ایتالیایی: Arcole) یک کومونه در ایتالیا است که در استان ورونا واقع شده‌است. آرکوله ۱۸٫۸۱ کیلومتر مربع مساحت و ۶٬۰۱۵ نفر جمعیت دارد و ۲۷ متر بالاتر از سطح دریا واقع شده‌است.